# Dieudonné Hamadi
Dieudonné Hamadi of Dieudo Hamadi (Kisangani, 22 februari 1984) is een filmregisseur en scenarioschrijver uit de Democratische Republiek Congo. Hij is bekend om zijn documentaires die de strijd van gewone mensen belichten te midden van conflicten, corruptie en sociale problemen in Congo.

## Biografie
Hamadi werd geboren in Kisangani en studeerde biomedische wetenschappen van 2005 tot 2008. In 2007 nam hij deel aan twee filmworkshops in Kinshasa, waarvan één geleid werd door Congolees regisseur Djo Munga. Daarna studeerde hij aan de INSAS-filmschool in Brussel.

## Carrière
Hamadi begon met het regisseren van videoclips en commercials en werkte bij het productiebedrijf van Djo Munga.
Zijn eerste korte documentaire, Ladies in Waiting (Dames en attente), won in 2010 een prijs voor opkomend talent op het Cinema du Reel festival in Parijs. De film maakte deel uit van de anthologiefilm Congo in Four Acts.
Zijn film Atalaku (2013) won de Joris Ivens Prijs voor beste debuut op hetzelfde festival. Zijn latere films, waaronder Examen d'État (2014) en Mama Colonel (2017), wonnen meerdere prijzen op internationale filmfestivals.
In 2020 werd zijn film Downstream to Kinshasa opgenomen in de Officiële Selectie van het Filmfestival van Cannes — de eerste Congolese film ooit in deze selectie.
In 2024 schreef en produceerde hij La Vie est un chemin de fer, een film die vier kortfilms samenbrengt van jonge Congolese regisseurs.
In 2025 werkte hij aan een sciencefiction-fantasyserie van zes afleveringen, Les âmes errantes de Kinshasa, voor Canal+. Hij was in datzelfde jaar jurylid van de hoofdcompetitie op het Filmfestival van Cannes.

## Filmografie
| Jaar | Titel                                              | Genre              | Rol                  | Duur   |
| ---- | -------------------------------------------------- | ------------------ | -------------------- | ------ |
| 2010 | Ladies in Waiting (Dames en attente)               | Korte documentaire | Co-regisseur         | 24 min |
| 2013 | Atalaku                                            | Documentaire       | Regisseur, scenarist | 62 min |
| 2014 | Examen d'État                                      | Documentaire       | Regisseur, scenarist | 90 min |
| 2017 | Mama Colonel (Maman Colonelle)                     | Documentaire       | Regisseur, scenarist | 72 min |
| 2018 | Kinshasa Makambo                                   | Documentaire       | Regisseur, scenarist | 75 min |
| 2020 | Downstream to Kinshasa (En route pour le milliard) | Documentaire       | Regisseur, scenarist | 90 min |

## Prijzen en onderscheidingen
| Film                   | Festival        | Prijs                                            |
| ---------------------- | --------------- | ------------------------------------------------ |
| Atalaku                | Cinéma du Réel  | Joris Ivens Prijs, 2013                          |
| Examen d'État          | Cinéma du Réel  | SCAM Award & Potemkine Award, 2014               |
| Mama Colonel           | Berlinale       | Prijs van de Oecumenische Jury, 2017             |
| Downstream to Kinshasa | TIFF            | Amplify Voices Award – eervolle vermelding, 2020 |
| Idem                   | GAIFF (Jerevan) | Zilveren Abrikoos, 2021                          |
| Idem                   | FIFDH Genève    | Gilda Vieira de Mello Award, 2021                |
| Idem                   | War on Screen   | Grote Prijs van de Jury, 2021                    |